# Markus Ringberg
Leif Thomas Marcus Ringberg (Bromölla, 5 maggio 1976) è un allenatore di calcio e calciatore svedese, attaccante dell'IL Express.

## Carriera

### Club

#### Gli inizi
Ringberg ha cominciato la carriera nelle serie minori del campionato svedese, vestendo le maglie di Ifö Bromölla, IFK Hässleholm, GAIS ed Olofströms. Nel 2000 è passato al Mjällby, in Superettan, dov'è rimasto per un biennio.

#### Fredrikstad
Nel 2002, Ringberg ha lasciato la natia Svezia per trasferirsi ai norvegesi del Fredrikstad, militanti in 2. divisjon – terzo livello del campionato locale. Ha contribuito, con 31 reti, all'immediata promozione del club in 1. divisjon.
Ha esordito in questa divisione il 13 aprile 2003: è stato infatti titolare nel successo per 2-0 sullo Skeid, dove è andato anche a segno. A fine stagione, è diventato capocannoniere del campionato con 19 reti ed ha contribuito alla promozione della sua squadra, che nel giro di due stagioni è approdata in Eliteserien.
Il 12 aprile 2004 ha debuttato allora nella massima divisione locale, in occasione della sconfitta per 2-0 sul campo del Lillestrøm. Il 20 maggio ha segnato le prime reti in Eliteserien, quando è stato autore di una doppietta nella sconfitta per 3-2 contro l'HamKam.
Nel 2005, con l'arrivo di Egil Olsen come nuovo allenatore del Fredrikstad, lo spazio in squadra di Ringberg è diminuito. Scivolato indietro nelle gerarchie del tecnico, è stato quindi ceduto durante la sessione estiva del calciomercato, a metà del 2005.

#### HamKam
Ringberg è passato così dal Fredrikstad all'HamKam. Ha debuttato con questa maglia il 23 luglio 2005, nella sconfitta per 2-1 contro il Vålerenga. Il 31 luglio ha segnato la prima rete, nel successo per 3-2 sul Tromsø.
Al termine del campionato 2006, l'HamKam è retrocesso in 1. divisjon. Ringberg ha contribuito all'immediata promozione della stagione 2007, a cui è seguita una nuova retrocessione al termine dell'Eliteserien 2008.

#### Moss
Nell'estate 2009, Ringberg è passato al Moss, a cui si è legato per i successivi due anni e mezzo. Il primo incontro in squadra lo ha disputato il 9 agosto, nella vittoria per 0-3 sul campo dell'Alta. Il 13 settembre ha segnato le prime reti, con una doppietta nella sconfitta per 5-3 contro l'Haugesund. Ringberg è rimasto in squadra fino al mese di agosto 2010, totalizzando 29 presenze e 5 reti tra campionato e coppa.

#### Le serie minori norvegesi
Ad agosto 2010, Ringberg è passato al Kvik Halden, in 3. divisjon. Ha contribuito alla promozione della squadra in 2. divisjon. Nel 2011 è passato al Kråkerøy, in 4. divisjon, squadra in cui ha militato per un biennio. Nel 2013 è passato al Mysen, per cui ha giocato fino al 2015 e dove ha ricoperto anche l'incarico di allenatore. Nel 2016 è passato al Gresvik, dove ha ricoperto il medesimo incarico di allenatore-giocatore.

## Statistiche

### Presenze e reti nei club
Statistiche aggiornate al 20 giugno 2017.
| Stagione           | Club               | Campionato         | Campionato | Campionato | Coppe nazionali | Coppe nazionali | Coppe nazionali | Coppe continentali | Coppe continentali | Coppe continentali | Supercoppe | Supercoppe | Supercoppe | Totale | Totale |
| Stagione           | Club               | Comp               | Pres       | Reti       | Comp            | Pres            | Reti            | Comp               | Pres               | Reti               | Comp       | Pres       | Reti       | Pres   | Reti   |
| ------------------ | ------------------ | ------------------ | ---------- | ---------- | --------------- | --------------- | --------------- | ------------------ | ------------------ | ------------------ | ---------- | ---------- | ---------- | ------ | ------ |
| 2000               | Mjällby            | S                  | 30         | 18         | CS              | ?               | ?               | -                  | -                  | -                  | -          | -          | -          | 30+    | 18+    |
| 2001               | Mjällby            | S                  | 30         | 17         | CS              | ?               | ?               | -                  | -                  | -                  | -          | -          | -          | 30 +   | 17+    |
| Totale Mjällby     | Totale Mjällby     | Totale Mjällby     | 60+        | 35+        |                 | ?               | ?               |                    | -                  | -                  |            | -          | -          | 60+    | 35+    |
| 2002               | Fredrikstad        | 2D                 | ?          | ?          | CN              | ?               | ?               | -                  | -                  | -                  | -          | -          | -          | ?      | ?      |
| 2003               | Fredrikstad        | 1D                 | 30         | 20         | CN              | 3               | 4               | -                  | -                  | -                  | -          | -          | -          | 33     | 24     |
| 2004               | Fredrikstad        | ES                 | 26         | 11         | CN              | 2               | 2               | -                  | -                  | -                  | -          | -          | -          | 28     | 13     |
| gen.-lug. 2005     | Fredrikstad        | ES                 | 13         | 3          | CN              | 3               | 4               | -                  | -                  | -                  | -          | -          | -          | 16     | 7      |
| Totale Fredrikstad | Totale Fredrikstad | Totale Fredrikstad | 69+        | 34+        |                 | 8+              | 10+             |                    | -                  | -                  |            | -          | -          | 77+    | 44+    |
| lug.-dic. 2005     | HamKam             | ES                 | 13         | 4          | CN              | 1               | 0               | -                  | -                  | -                  | -          | -          | -          | 14     | 4      |
| 2006               | HamKam             | ES                 | 25         | 5          | CN              | 2               | 0               | -                  | -                  | -                  | -          | -          | -          | 27     | 5      |
| 2007               | HamKam             | 1D                 | 27         | 10         | CN              | ?               | ?               | -                  | -                  | -                  | -          | -          | -          | 27+    | 10+    |
| 2008               | HamKam             | ES                 | 23         | 3          | CN              | 2               | 1               | -                  | -                  | -                  | -          | -          | -          | 25     | 4      |
| gen.-ago. 2009     | HamKam             | 1D                 | 17         | 5          | CN              | ?               | ?               | -                  | -                  | -                  | -          | -          | -          | 17+    | 5+     |
| Totale HamKam      | Totale HamKam      | Totale HamKam      | 105        | 27         |                 | 5+              | 1+              |                    | -                  | -                  |            | -          | -          | 110+   | 28+    |
| ago.-dic. 2009     | Moss               | 1D                 | 10         | 3          | CN              | -               | -               | -                  | -                  | -                  | -          | -          | -          | 10     | 3      |
| gen.-ago. 2010     | Moss               | 1D                 | 16         | 2          | CN              | 3               | 0               | -                  | -                  | -                  | -          | -          | -          | 19     | 2      |
| Totale Moss        | Totale Moss        | Totale Moss        | 26         | 5          |                 | 3               | 0               |                    | -                  | -                  |            | -          | -          | 29     | 5      |
| ago.-dic. 2010     | Kvik Halden        | 3D                 | ?          | ?          | CN              | -               | -               | -                  | -                  | -                  | -          | -          | -          | ?      | ?      |
| 2011               | Kråkerøy           | 4D                 | ?          | ?          | -               | -               | -               | -                  | -                  | -                  | -          | -          | -          | ?      | ?      |
| 2012               | Kråkerøy           | 4D                 | ?          | ?          | -               | -               | -               | -                  | -                  | -                  | -          | -          | -          | ?      | ?      |
| Totale Kråkerøy    | Totale Kråkerøy    | Totale Kråkerøy    | ?          | ?          |                 | -               | -               |                    | -                  | -                  |            | -          | -          | ?      | ?      |
| 2013               | Mysen              | 4D                 | ?          | ?          | -               | -               | -               | -                  | -                  | -                  | -          | -          | -          | ?      | ?      |
| 2014               | Mysen              | 4D                 | ?          | ?          | -               | -               | -               | -                  | -                  | -                  | -          | -          | -          | ?      | ?      |
| 2015               | Mysen              | 4D                 | ?          | ?          | -               | -               | -               | -                  | -                  | -                  | -          | -          | -          | ?      | ?      |
| Totale Mysen       | Totale Mysen       | Totale Mysen       | ?          | ?          |                 | -               | -               |                    | -                  | -                  |            | -          | -          | ?      | ?      |
| 2016               | Gresvik            | 5D                 | ?          | ?          | -               | -               | -               | -                  | -                  | -                  | -          | -          | -          | ?      | ?      |
| 2017               | Gresvik            | 6D                 | ?          | ?          | -               | -               | -               | -                  | -                  | -                  | -          | -          | -          | ?      | ?      |
| Totale Gresvik     | Totale Gresvik     | Totale Gresvik     | ?          | ?          |                 | -               | -               |                    | -                  | -                  |            | -          | -          | ?      | ?      |
| Totale             | Totale             | Totale             | ?          | ?          |                 | ?               | ?               |                    | -                  | -                  |            | -          | -          | ?      | ?      |

## Palmarès

### Club

#### Competizioni nazionali
- 1. divisjon: 1

HamKam: 2003

### Individuale
- Capocannoniere della 1. divisjon: 1

2003 (19 reti)